# Peñaullán
Peñaullán (en asturiano Peñaullán o Pinullán y oficialmente, Peñaullán) es una población, con la categoría histórica de aldea, perteneciente a la parroquia de Pravia, en el concejo homónimo situado en Asturias (España). Administrativamente depende del ayuntamiento de Pravia y su alcalde, si bien, también tiene un alcalde pedáneo para los asuntos propios del día a día de Peñaullán[cita requerida].
Es propiedad comunal de los vecinos de Peñaullán una finca de 21 hectáreas a las orillas del río Nalón, que actualmente, alquilada, se dedica al cultivo de la planta del kiwi, unos montes aledaños y una casa del pueblo para actividades de ocio, asociacionismo y culturales[cita requerida].
Posee una población de 460 habitantes INE 2009) y su economía se basa en la agricultura, la industria y los servicios. Tiene una superficie de aproximadamente 6 km²[cita requerida]. Peñaullán dispone de un apeadero de FEVE (Ferrocarriles de Vía Estrecha) y de varias paradas de una línea de autobuses.
Las poblaciones más cercanas son Pravia, Riberas, Los Cabos y Agones. 

## Historia
Su toponímico, Peñaullán, tiene orígenes discutidos. Una de las teorías es que proviene del nombre que recibió debido a los aullidos de los lobos que habitaban en la peña sobre cuya ladera se asienta. Otra teoría, pena aúllan, habla de que el nombre proviene de las penas y los lamentos que se escuchaban en las noches de los gritos y aullidos de los familiares de los recién fallecidos, los cuales iban a la cima de la peña a llorar sus penas. 
Sobre Peñaullán, y el concejo de Pravia, escribió en 1806, Antonio Juan de Banzes y Valdés en su obra "Noticias Históricas del Concejo de Pravia", en la que abundan los detalles sobre la población y costumbres. 
En esta obra el autor anota: «El lugar de «Penaullán» o Peñaullán, como se decía antiguamente».
Y posteriormente refleja la situación del topónimo al momento de escribir su obra: hoy casi todos dicen «Penaullán».
Según el Diccionario etimológico de toponimia asturiana de Xilio Concepción Suárez el nombre de Peñaullán es un nombre compuesto de la raíz céltica *pen-n-, que significa roca o altura y el antropónimo Iuliani.

## Economía

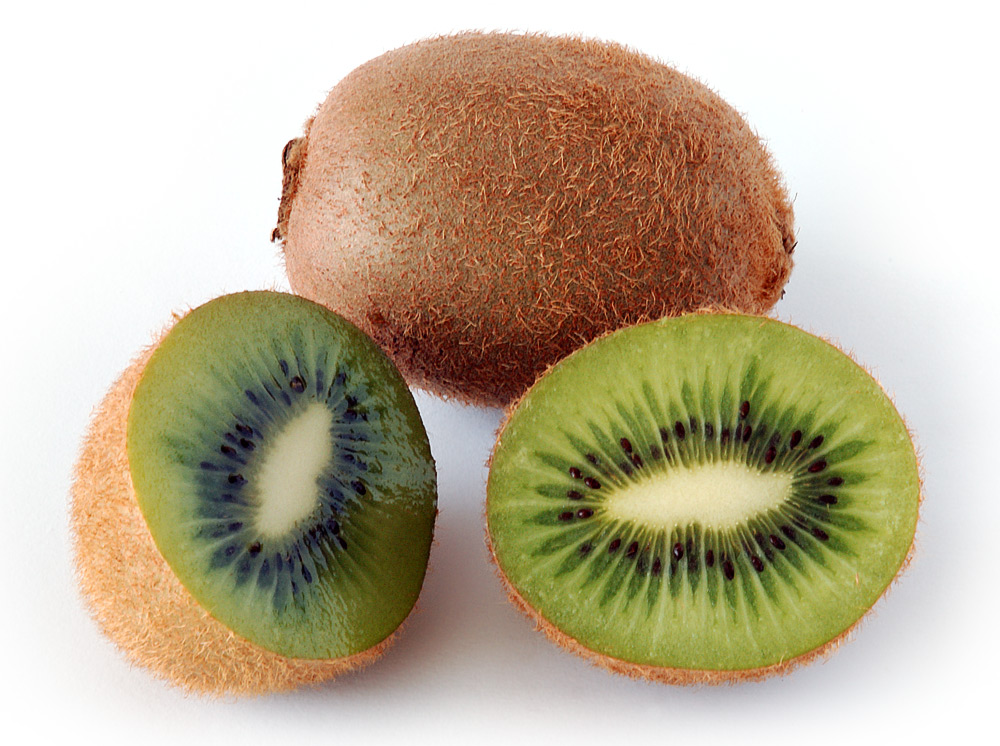
Kiwi.

En la aldea existen dos industrias importantes, una fábrica de café y otra de bloques prefabricados de hormigón. También se explota económicamente, para fabricar pasta de celulosa, la madera de los eucaliptos que están plantados en la Peña. Posee una vega muy productiva en hortalizas, maíz, fabes, etc. junto al Río Nalón.
Desde hace unos años se está cultivando, en las orillas del río, plantas de kiwi o actinidia (Actinidia deliciosa) ; la producción se situó en el año 2007 en 900 toneladas; en el año 2008 se cosecharon 1.500 toneladas y en el año 2009 ascendió a 2500 las toneladas de frutos cosechados, lo que ha hecho de Peñaullán el primer pueblo productor asturiano de esta fruta y también ha logrado que la Federación Española del Kiwi tenga su nueva sede en Pravia.

## Turismo

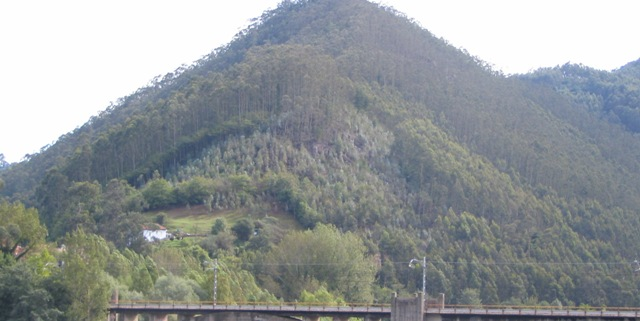
Puente del tren sobre río Nalón y Peñaullan al fondo.

Como arquitectura más destacada encontramos los clásicos hórreos y paneras asturianos de madera de castaño y la iglesia de San Fabián con su retablo. El patrón de la aldea es San Fabián cuya fiesta se celebra la última semana del mes de julio. 
La fiesta de El Xiringüelu se celebra en la ribera del río Nalón, que baña a Peñaullan.
Este pueblo, cuenta con diversos atractivos turísticos, entre otros: la La Ruta del Agua, el Castro de Doña Palla, el paisaje desde el Pico Mirabeche etc.

## Fabas de Peñaullán
En la Vega de Peñaullán, regada por el río Nalón, se cultivan las apreciadas fabas (alubia blanca o Phaseolus vulgaris) de Asturias con las que se elabora la especialidad culinaria asturiana denominada fabada. En la vega hay muchas plantaciones de fabas de la granja así como maíz para consumo del ganado vacuno.